# Riccia argenteolimbata
Riccia argenteolimbata là một loài rêu trong họ Ricciaceae. Loài này được O.H. Volk & Perold mô tả khoa học đầu tiên năm 1988.